# Саджавська сільська рада (Надвірнянський район)
Саджавська сільська рада — орган місцевого самоврядування у Надвірнянському районі Івано-Франківської області з адміністративним центром у с. Саджавка.

## Загальні відомості
Водоймища на території, підпорядкованій даній раді: річка Прут.

## Населені пункти
Сільській раді підпорядковані населені пункти:
- с. Саджавка — населення 3 438 ос.; площа 28,773 км²; засн. в 1492 році
- с. Кубаївка — населення 53 ос.; площа 3,000 км²

## Склад ради
Рада складається з 20 депутатів та голови.

### Керівний склад ради
| ПІБ                    | Основні відомості                                                 | Дата обрання | Дата звільнення |
| ---------------------- | ----------------------------------------------------------------- | ------------ | --------------- |
| Кисляк Олег Михайлович | Сільський голова, 1963 року народження, освіта                    | 26.03.2006   | 31.10.2010      |
| Христан Михайло Ілліч  | Сільський голова, 1953 року народження, освіта вища, безпартійний | 31.10.2010   |                 |

Примітка: таблиця складена за даними джерела